# Dig Dug II
Dig Dug II (ディグダグⅡ?, Digu Dagu II) è un videogioco d'azione per arcade, sequel dell'originale Dig Dug, sviluppato e pubblicato dalla Namco nel 1985. Sebbene non sia mai uscito in Occidente, Namco stessa lo converte per la console Famicom Disk System e NES, quest'ultimo distribuito anche in Nord America da Bandai come Dig Dug II: Trouble in Paradise.
È stato emulato per la prima volta e incluso all'interno delle raccolte Namco Museum Battle Collection per PlayStation Portable, Namco Museum DS per Nintendo DS e Namco Museum Remix per Wii.

## Modalità di gioco
A differenza del Dig Dug originale, Dig Dug II si svolge in un'isola vista dall'alto circondata dall'oceano in cui l'obiettivo è lo stesso del titolo precedente: bisogna eliminare tutti i mostri presenti nell'area di gioco evitando di essere uccisi da essi. Il gioco presenta due tipologie di mostri ossia il Pooka (un mostro rosso e rotondo dotato di un paio di occhiali gialli) e il Fygar (un draghetto verde dotato di due alette rosse).
Questi mostri per uccidere il giocatore, devono semplicemente toccarlo ma i Fygar in momenti casuali e imprevedibili possono anche sputare piccole fiammate dalla bocca solo in orizzontale colpendo il giocatore da brevi distanze. Prima di emettere le fiamme, i Fygar si immobilizzano per qualche secondo e le loro ali lampeggeranno di bianco come ad avvisare il giocatore dandogli il tempo di agire.
L'arma principale è la solita pompa per biciclette presente anche nell'originale e il suo funzionamento resta inalterato rispetto al gioco precedente. L'arpione della pompa può essere lanciato a breve distanza per agganciarsi ai nemici e immobilizzarli per pochi attimi. Successivamente bisognerà premere tre volte il tasto azione per gonfiare i mostri come palloncini fino a farli esplodere. La trivella del predecessore usata per scavare sottoterra, viene sostituita da un martello pneumatico attivabile tenendo premuto il tasto secondario, il quale può essere usato per schiacciare specifici punti dell'isola evidenziati da piccoli cerchietti violacei. Una volta premuta una di queste aree, verranno generate lungo la superficie dell'isola delle piccole crepe, le quali faranno affondare parte dell'isola facendo annegare i nemici presenti su di essa.
Nei livelli più complessi (per esempio il livello 11), quando uno o due nemici rimarranno ancora sull'isola, uno di loro si butterà in acqua, uccidendo se stesso.

## Accoglienza
In Giappone, la rivista Game Machine elencò Dig Dug II nel numero del 15 aprile 1985 come la seconda unità arcade di maggior successo del mese.